# Let Me Live
"Let Me Live" ("Deixe-me Viver") é um single da banda britânica de rock Queen, original do álbum Made in Heaven, lançado em 1995. É a única faixa pela qual Freddie Mercury, Brian May e Roger Taylor dividem entre si os vocais.
A canção foi lançada como single em 1996, em duas edições. Uma trouxe como B-sides as músicas "Fat Bottomed Girls" e "Bicycle Race" e outra edição gravações raras no início da banda.

## Contexto
Há rumores de que esta canção foi originalmente gravada com a participação de Rod Stewart em 1983, e a faixa estava destinada ao álbum The Works, de 1984. A letra - apresentada na versão do álbum Made in Heaven - teve que ser alterada devido a questões de direitos autorais. A canção alcançou a nona posição na parada de singles do Reino Unido.

## Ficha técnica
Banda
- Freddie Mercury - vocais e piano
- Brian May - vocais, guitarra elétrica e órgão
- Roger Taylor - vocais, bateria e percussão
- John Deacon - baixo

Músicos convidados
- Rebecca Leigh-White - vocais de apoio
- Gary Martin - vocais de apoio
- Catherine Porter - vocais de apoio
- Miriam Stockley - vocais de apoio